# Jasper Conran
Jasper Alexander Thirlby Conran (Londra, 12 dicembre 1959) è uno stilista e costumista britannico.

## Biografia
Figlio dello stilista Sir Terence Conran e della scrittrice Shirley Pearce, Jasper Conran studiò alla Port Regis School, alla Byanston School e alla Parsons School.
Cominciò ad affermarsi durante gli anni ottanta, dopo aver disegnato la sua prima collezione femminile nel 1978 e la prima maschile nel 1985; l'anno seguente vinse il Fashion Award come stilista dell'anno. Nel 1994 disegnò l'abito da sposa di Lady Sarah Chatto, figlia della principessa Margaret e, durante gli anni novanta, creò abiti anche per la principessa Diana.
Attivo anche come costumista per drammi, musical, balletti e opere liriche, Conran ha collaborato con alcune delle maggiori compagnie britanniche, tra cui il Royal Ballet (Within the Golden Hour, Les Rendezvous), l'English National Opera (Maria Stuarda), il Birmingham Royal Ballet (Edward II, Lo schiaccianoci) e lo Scottish Ballet (La bella addormentata, Il lago dei cigni), vincendo il Premio Laurence Olivier nel 1991 per i costumi de La Répétition ou l'Amour puni di Jean Anouilh in scena all'Almeida Theatre.
È dichiaratamente gay e sposato con l'artista irlandese Oisin Byrne dal 2015.